# Fonte do Largo de Avis
A Fonte do Largo de Avis situa-se no Largo de Avis na freguesia de São Mamede em Évora.
Esta fonte foi construída em 1573 por ordem do cardeal D. Henrique. Originalmente foi construida no Largo da Porta Nova 
Em 1886 a Câmara Municipal mudou a fonte para praça Joaquim António de Aguiar. Em 1920, a fonte foi transferida para o Largo de Avis, onde actualmente se encontra.